# Видкун Квислинг
Видкун Квислинг (на норвежки: Vidkun Quisling, [ˈʋɪdkʉn ˈkʋɪʃlɪŋ]) е норвежки политик, основател на крайнодясната партия Национално единение и ръководител на фактическото правителство на Норвегия по време на окупацията на страната от Германия през 1940 – 1945 година.

## Биография
Квислинг е роден на 18 юли 1887 година във Фюресдал в семейството на лутерански пастор. Той завършва Военното висше училище с най-високия успех от неговото основаване през 1817 година дотогава, и от 1911 година е на служба в Генералния щаб, където се специализира във въпросите, свързани с Русия. За няколко месеца през 1918 година е аташе в норвежкото представителство в Петроград, през 1919 година участва в норвежка мисия в Хелзинки.
През 1921 – 1923 година Видкун Квислинг участва в благотворителната кампания на Фритьоф Нансен за ограничаването на последствията от Глада в Русия и по време на своя престой в Харков се жени последователно за Александра Воронина и Мария Пасечникова. Квислинг се уволнява от армията и тримата заминават за Париж. През ноември 1924 година той пътува до България във връзка с кампания на Фритьоф Нансен за подпомагане на бежанците на Балканите. През този период Квислинг поддържа контакти с норвежката крайна левица, застъпва се за създаване на народна милиция за борба с „реакцията“ и за установяване на дипломатически отношения със Съветския съюз.
През лятото на 1925 година Нансен и Квислинг пътуват в Армения, отново във връзка с проекти за подпомагане на бежанците, които обаче не получават финансиране от Обществото на народите. От май 1926 година Квислинг работи в Москва при норвежкия бизнесмен Фредерик Прюц, собственик на частично национализирано предприятие. През пролетта на 1927 година става секретар на норвежката легация, която по това време представлява и интересите на Великобритания.
В края на 1929 година Видкун Квислинг се връща в Норвегия и със съдействието на Прюц започва да организира политическа партия, използвайки йерархичния модел на Комунистическата партия в Съветския съюз. През 1931 – 1933 година той е министър на отбраната на Норвегия и се оттегля от партийния проект. След 1933 година подновява усилията си в тази насока и създава партията Национално единение, която има много ограничен успех при участията си в избори.
По време на Операция „Везерюбунг“ през 1940 година, когато Германия окупира Норвегия, Видкун Квислинг застава начело на държавен преврат, с който е създадено подкрепяно от германците норвежко правителство. През 1940 и 1942 – 1945 година Квислинг заема поста министър-председател в окупирана Норвегия, но повечето страни в света признават за легално правителството в изгнание на Юхан Нюгорволд.

### Смъртна присъда
След края на германската окупация през май 1945 г. Квислинг е осъден на смърт за държавна измяна, убийство и злоупотреби.
Видкун Квислинг е разстрелян на 24 октомври 1945 г. в Осло.

## Квислинг като съществително
По време на Втората световна война думата quisling става синоним на предател. Терминът е измислен от британския вестник The Times в заглавната им страница от 15 април 1940 година, озаглавен „Quislings everywhere.“ (Квислинги навсякъде).
Съществителното оцелява и за известно време по време и след Втората световна война е използвана негова глаголна форма „to quisle“. Онзи, който е наречен квислинг е определян като извършващ държавна измама.